# Bolanthus graecus
Bolanthus graecus är en nejlikväxtart som först beskrevs av Schreber, och fick sitt nu gällande namn av Youssef Ibrahim Barkoudah. Bolanthus graecus ingår i släktet Bolanthus och familjen nejlikväxter. Inga underarter finns listade i Catalogue of Life.